# Neil Lennon
Neil Francis Lennon (Lurgan, 25 de junho de 1971) é um treinador e ex-futebolista da Irlanda do Norte. Atualmente está sem clube.

## Carreira

### Jogador
Lennon iniciou sua carreira no Manchester City, onde chegou com dezesseis anos. Antes, defendia equipes regionais. Faria sua estreia na equipe principal do City com dezoito anos, mas acabaria sendo sua única partida. Deixou o clube após o término da temporada e assinou com o Crewe Alexandra. Neste, durante suas seis temporadas no clube, disputaria apenas no campeonato nacional 147 partidas, marcando quinze gols.
Com o bom desempenho, chamaria a atenção de outros clubes, tendo se transferido para o Leicester City. Já neste, faria parte dos melhores momentos na história do clube, quando fora finalista de três edições da Copa da Liga Inglesa, tendo vencido duas. Acabaria deixando o clube no final de 2000, quando assinou com o poderoso Celtic, onde passaria os próximos sete anos de sua carreira, tendo conquistado cinco edições do campeonato local.
Após estar ligado a diversos clubes, Lennon acabaria disputando sua última partida pelo clube na final da Copa da Escócia, onde o Celtic venceu por 1 x 0 o Dunfermline Athletic, tendo Lennon conquistado sua quarta edição do torneio. Em suas últimas três temporadas, Lennon era o capitão da equipe. Ainda passaria mais uma temporada no Nottingham Forest, e mais meia no Wycombe Wanderers, onde encerraria a carreira.

#### Seleção
Pela Seleção Norte-Irlandesa, Lennon disputaria quarenta partidas, anotando dois tentos. Antes também chegaria a defender as categorias de base da seleção, inclusive a equipe B. Deixaria a seleção após receber uma ameaça de morte em agosto de 2002 antes da partida contra o Chipre. As ameaças foram por conta de sua posição favorável a uma seleção irlandesa unida.

### Treinador
Após se aposentar como atleta, assumiria a função de treinador da equipe reserva do Celtic. Após a demissão do então treinador Tony Mowbray em 25 de março de 2010, Lennon assumiria como interino até o final da temporada. Como venceu todas as partidas restantes, inclusive um clássico contra o Rangers, acabaria sendo efetivado.